# Ptyelus marcatus
Espèce
Ptyelus marcatus est une espèce fossile d'insecte hémiptère de la famille des Aphrophoridae ou des Cercopidae, et du genre Ptyelus.

## Classification
L'espèce Ptyelus marcatus est décrite en 1937 par le paléontologue français Nicolas Théobald (1903-1981) dans sa thèse,. 

### Fossiles
L'holotype, référencé R902, de l'ère Cénozoïque et de l'époque Oligocène (33,9 à 23,03 Ma), faisait partie de la collection Mieg conservée au musée d'histoire naturelle de Bâle et a été trouvée dans des marnes en plaquettes d'âge sannoisien moyen du gisement de Kleinkembs.
En 1937, cette espèce est classée dans la famille des Cercopidae.

### Étymologie
L'épithète spécifique marcatus signifie en latin « marqué ».

## Description

### Caractères
La diagnose de Nicolas Théobald en 1937, : 

« Insecte brun jaunâtre. Tête ( au vertex) plus large que longue ; front arrondi à l'avant ; face légèrement striée sur les côtés, ces striations sont interrompues sur le milieu ; yeux latéraux assez grands, forme ovale ; on les voit par la face inférieure, le bord interne décrivant une forte saillie ; antennes et ocelles non visibles. Prothorax et écusson recouverts de fins tubercules, très serrés ; test chitineux brun brillant. Le prothorax a le bord antérieur légèrement concave parce qu'on voit par transparence la face inférieure, sur le dessus, le pronotum est convexe à l'avant. Bords latéraux légèrement convexes ; bord postérieur sinué presque à angle droit ; scutellum engagé dans cette sinuosité du pronotum, forme quadrangulaire, presque aussi long que large ; triangle postérieur du scutellum plus allongé que le triangle antérieur. Abdomen caché par les élytres, n'est visible qu'à l'arrière où l'on voit le cloaque de forme allongée ; élytres dépassant franchement l'abdomen ; chitineux sur toute leur longueur et marqué de tubercules fins et serrés. On voit encore quelques nervures longitudinales. Ailes plus courtes que les élytres, par transparence on voit encore quelques nervures. Les élytres dépassent l'abdomen ; trois fois plus longs que larges. ».

### Dimensions
La longueur totale est de 8 mm.

### Affinités
« Par ses élytres coriaces, la structure de la tête et du pronotum, cet Insecte appartient certainement à la famille des Cercopidae. Ses yeux légèrement transverses, le scutellum plat et triangulaire, le rangent dans la sous-famille des Aphrophorinae. La tête et le pronotum sont dépourvus de la carène longitudinale, que l'on trouve dans le g. Aphrophora. La forme du pronotum est identique à celle du g. Ptyelus. Dans ce dernier, le bord postérieur est sinué à angle droit.
L'aile décrite par Förster sous le nom de Cercopis sp. est probablement identique à notre échantillon. Gisement Brunnstatt.
Notre échantillon semble voisin de Ptyelus sulcatus Dist. des Indes (Népal) qui mesure 8 mm. Mais dans ce dernier les élytres sont deux et demi fois plus longs que larges. ».

## Biologie
« Le g. Ptyelus a une répartition presque universelle, les plus beaux échantillons se rencontrent dans la région éthiopienne.
Les larves des Ptyelus vivent sur les arbres en s'abritant dans un amas spumeux (crachat de coucou). ».

## Galerie
- Quelques espèces vivantes du genre Ptyelus.
- Ptyelus flavescens.
- Ptyelus flavescens.
- Ptyelus grossus.
- Ptyelus grossus au Kenya.
- Ptyelus grossus avec ailes dépliées.

### Publication originale
- [1937] Nicolas Théobald, « Les insectes fossiles des terrains oligocènes de France 473 p., 17 fig., 7 cartes,13 tables, 29 planches hors texte », Bulletin Mensuel de la Société des Sciences de Nancy et Mémoires de la Société des sciences de Nancy, Imprimerie G. Thomas,‎ 1937, p. 1-473 (ISSN 1155-1119 et 2263-6439, OCLC 786027547). .